# Parentália
Parentália era um festival religioso da Roma Antiga que honrava os mortos. Desenrolava-se entre os dias 13 e 21 de fevereiro.
Durante estes dias (dies parentales) os templos encontravam-se fechados, era proibida a celebração de casamentos e os magistrados não utilizavam as insígnias dos seus cargos. As famílias visitavam os túmulos onde se encontravam sepultados os seus familiares e ali realizavam oferendas. 
No dia 21 de fevereiro (Feralia) o festival tomava um carácter público, uma vez que neste dia todas as famílias levavam aos túmulos oferendas compostas por sal e pão embebido com vinho. Eram também oferecidas flores, sobretudo violetas.
Tendo sido prestado culto aos mortos, no dia 22 de fevereiro os romanos celebravam os Caristia (ou Cara Cognatio), uma reunião familiar que também servia para que pessoas desavindas se reconciliassem. 